# Bankgarantie
Een bankgarantie is een contract waarin een bank onvoorwaardelijk garandeert om een bedrag aan de begunstigde te betalen, indien hij daarop aanspraak maakt. 
Als bijvoorbeeld twee partijen met elkaar zaken doen en er een periode zit tussen het betalen van het factuurbedrag en het leveren van de goederen, dan kan de leverancier een bankgarantie verlangen. De afnemer betaalt een vergoeding aan de bank voor deze bankgarantie. Het is in feite een zekerheidsstelling. Ook de overheid accepteert in bepaalde gevallen zekerheidsstelling middels een bankgarantie, bijvoorbeeld bij zekerheidsstelling voor een conserverende aanslag.
Bankgaranties kosten geld. De kosten bevatten meestal eenmalige behandelkosten, alsmede een jaarlijkse, halfjaarlijkse of kwartaalprovisie ter grootte van een percentage van de gegarandeerde som. Deze kosten lopen door zolang de garantie nog niet is beëindigd. Een procent op jaarbasis als jaarprovisie is normaal.
Indien de afnemer in kwestie failliet gaat, of om wat voor reden dan ook niet wil betalen, kan de leverancier een beroep doen op de bankgarantie om de betaalde som weer terug te krijgen, maar dan van de bank. De bank zal dit bedrag dan (in geval van faillissement via de curator) (proberen te) verhalen op de afnemer. De bank zal echter zelf een zekerheid willen hebben en bevriest een tegoed ter grootte van de bankgarantie, of verlaagt de kredietlimiet met het bedrag. In principe zullen banken ook pas aan een bankgarantie meewerken als ze zeker weten dat ze zelf verhaal kunnen halen. 
Banken verlenen een faciliterende dienstverlenende rol en moeten zoals eerder vermeld iedere claim van de begunstigde op de bankgarantie onvoorwaardelijk honoreren. Dat het onderliggende contract reeds beëindigd is of dat de claim van de begunstigde betwist wordt, doet voor de bank niet ter zake. De bank zal direct het bedrag betalen en bij de garantiegever verhaal halen. De garantiegever heeft in principe geen enkele juridische mogelijkheid jegens de bank of begunstigde om dit te voorkomen. De garantiegever kan slechts, wanneer de begunstigde de garantie gebruikt zonder dat er een juridische titel aan ten grondslag ligt, een juridische actie tegen de begunstigde (dus niet tegen de bank) starten.
De begunstigde ontvangt het contract. Zolang hij in bezit is van dit contract, kan hij aanspraak maken op uitbetaling. Dit kan tot vervelende omstandigheden leiden. Een voorbeeld is het geval van een huurder/verhuurder-situatie, waarbij de huurder een bankgarantie heeft afgegeven aan de verhuurder. Wanneer de huurder nu vertrekt en de verhuurder het pand heeft overgedragen aan een nieuwe huurder, zal hij uiteraard graag willen dat de bankgarantie vervalt. De verhuurder heeft echter geen belang meer bij deze relatie en doet geen moeite de (oude) bankgarantie terug te sturen. Dit heeft tot gevolg dat de verhuurder wanneer hij wil een beroep op de garantie kan doen, ook nu hij daar geen redelijke grond meer voor heeft, terwijl de huurder de doorlopende kosten moet blijven betalen en voldoende saldo moet aanhouden op de rekening. Dit laat het zwakke punt van de bankgarantie zien, namelijk dat de verantwoordelijkheid niet geheel bij de opdrachtgever ligt, maar dat hij wel volledig afhankelijk is van de begunstigde. Daarom is het van groot belang ook het aflopen van de bankgarantie goed te regelen. 
Bankgaranties worden niet alleen afgegeven door de banken, maar ook door bepaalde verzekeraars.